# Hungary’s Got Talent (első évad)
A Hungary’s Got Talent a brit formátum licencszerződésén alapuló  tehetségkutató magyar változata, melynek első évadát 2015. október 10-től sugározta az RTL Klub.
A műsor házigazdái, Dombóvári István és Sebestyén Balázs voltak. A zsűrit Csuja Imre, Horgas Eszter, Kovács Patrícia és Linczényi Márkó alkotta.

## Válogatók
A zsűri összesen 100 produkciót juttatott tovább a válogatásról, azonban csak a legjobb 30 produkció jutott be az élő középdöntőkbe.
  Bejutott a középdöntőbe
  Az arany gombbal jutott be a középdöntőbe
 Arany gomb
| 1. válogató                      | 2. válogató                       | 3. válogató                         | 4. válogató                      | 5. válogató | 6. válogató | 7. válogató |
| -------------------------------- | --------------------------------- | ----------------------------------- | -------------------------------- | ----------- | ----------- | ----------- |
| Wallkings gumiasztal-gyakorlatok | Steve Kollar tánc                 | Czuczor-Gidai Zsófia versmondás     | Fricska tánc                     |             |             |             |
| Hot Men Dance tánc               | Kocsis Evelin Viktória akrobatika | Badár Tamás bűvészet                | Welldance tánc                   |             |             |             |
| Hegeshow kerékpár-gyakorlatok    | Dirty Led Light Crew tánc         | Infusion Trio elektronikus zenészek | Bartendaz Hungary erőgyakorlatok |             |             |             |
| Juni Emese légtornász            | M. Tóth Zsolt jégszobrász         |                                     | Nagy Jonathan bűvészet           |             |             |             |
| Jamnastyx labdagyakorlatok       |                                   | Cats Dance Team tánc                |                                  |             |             |             |
| All In tánc                      | Selybi Dávid bűvészet             |                                     |                                  |             |             |             |
| László Martin tánc               | Füry Ferenc ének                  |                                     |                                  |             |             |             |
| Acro Maniacs tánc                | Kongattack zene                   |                                     |                                  |             |             |             |
| Szupergirls tánc                 | Molnár Nikolett rúdtánc           |                                     |                                  |             |             |             |
|                                  | Quartzbox homokrajz               |                                     |                                  |             |             |             |

### Első válogató (október 10.)
| Versenyző                    | Életkor | Produkció              | Zsűri szavazatai | Zsűri szavazatai | Zsűri szavazatai | Zsűri szavazatai | Eredmény     |
| Versenyző                    | Életkor | Produkció              | Linczényi Márkó  | Kovács Patrícia  | Horgas Eszter    | Csuja Imre       | Eredmény     |
| ---------------------------- | ------- | ---------------------- | ---------------- | ---------------- | ---------------- | ---------------- | ------------ |
| Kalas Péter                  | 24      | Zumba tánc             |                  |                  |                  |                  | Kiesett      |
| Paluska Karolina             | 21      | Pulykabontás           | Nem              |                  |                  | Igen             | Kiesett      |
| Lillin Valentin              | 12      | Peonzagyakorlatok      | N/A              | N/A              | N/A              | N/A              | Kiesett      |
| Magyar Sörpingpong Egyesület | —       | Sörpingpong            | N/A              | N/A              | N/A              | N/A              | Kiesett      |
| Kiss Melinda                 | 39      | Erőgyakorlatok         | N/A              | N/A              | N/A              | N/A              | Kiesett      |
| Perjési Endre                | 48      | Favágás                |                  |                  |                  |                  | Kiesett      |
| Bíró János „DJ Bíró”         | 37      | Lég-DJ                 |                  |                  |                  |                  | Kiesett      |
| Pál Imre                     | 54      | Pohárevés              |                  |                  |                  |                  | Kiesett      |
| Rizoro Dance                 | —       | Tánc                   |                  | N/A              | N/A              |                  | Kiesett      |
| Wallkings                    | —       | Gumiasztal-gyakorlatok | Igen             | Igen             | Igen             | Igen             | Továbbjutott |
| Macskás Viktor               | 21      | Versmondás             |                  |                  |                  |                  | Kiesett      |
| Hot Men Dance                | —       | Tánc                   | Igen             | Igen             | Igen             | Igen             | Továbbjutott |
| Hegeshow                     | —       | Kerékpár-gyakorlatok   | Igen             | Igen             | Igen             | Igen             | Továbbjutott |
| Juni Emese                   | 24      | Légtorna               | Igen             | Igen             | Igen             | Igen             | Továbbjutott |
| Jamnastyx                    | —       | Labdagyakorlatok       | Igen             | Igen             | Igen             | Igen             | Továbbjutott |
| All In                       | —       | Tánc                   | Igen             | Igen             | Igen             | Igen             | Továbbjutott |
| László Martin                | 21      | Tánc                   | Igen             | Igen             | Igen             | Igen             | Továbbjutott |
| Acro Maniacs                 | —       | Akrobatika             | Igen             | Igen             | Igen             | Igen             | Továbbjutott |
| Pécsi Virág Veronika         | 12      | Ének                   | Nem              | Nem              | Igen             | Igen             | Kiesett      |
| Molnár Dóra                  | 10      | Ének                   |                  |                  |                  |                  | Kiesett      |
| Szupergirls                  | —       | Tánc                   | Igen             | Igen             | Igen             | Igen             | Továbbjutott |

### Második válogató (október 17.)
| Versenyző                            | Életkor | Produkció                   | Zsűri szavazatai | Zsűri szavazatai | Zsűri szavazatai | Zsűri szavazatai | Eredmény     |
| Versenyző                            | Életkor | Produkció                   | Linczényi Márkó  | Kovács Patrícia  | Horgas Eszter    | Csuja Imre       | Eredmény     |
| ------------------------------------ | ------- | --------------------------- | ---------------- | ---------------- | ---------------- | ---------------- | ------------ |
| Ferenczi Tóth Zsuzsa és Hajnal Gábor | —       | Ének                        |                  |                  |                  |                  | Kiesett      |
| Balla Zsolt                          | 44      | David Guetta-imitátor       |                  |                  |                  |                  | Kiesett      |
| István Attila                        | 45      | George Michael-imitátor     |                  |                  |                  |                  | Kiesett      |
| Helmeczy Gábor „Rocky”               | 42      | Sylvester Stallone-imitátor |                  |                  |                  |                  | Kiesett      |
| Kotroczó Roland                      | 25      | Dekázás                     | N/A              | N/A              | N/A              |                  | Kiesett      |
| Várkonyi Zoltán                      | 44      | Elvis-imitátor              |                  |                  |                  |                  | Kiesett      |
| Darvai Károly                        | 32      | Michael Jackson-imitátor    |                  | Nem              | Nem              | Nem              | Kiesett      |
| Steve Kollar                         | 45      | Tánc                        | Igen             | Igen             | Igen             | Igen             | Továbbjutott |
| Fábián Franciska                     | 27      | Versmondás                  | Nem              | Nem              | Nem              | Nem              | Kiesett      |
| Kocsis Evelin Viktória               | 9       | Ritmikus gimnasztika        | Igen             | Igen             | Igen             | Igen             | Továbbjutott |
| Dirty Led Light Crew                 | —       | Tánc                        | Igen             | Igen             | Igen             | Igen             | Továbbjutott |
| Schandl Barbara                      | 24      | Bűvészet                    | Nem              | Nem              |                  | Nem              | Kiesett      |
| N/A                                  | —       | Tánc                        | N/A              | N/A              | N/A              | N/A              | Kiesett      |
| N/A                                  | —       | Ugrókötél                   | N/A              | N/A              | N/A              | N/A              | Kiesett      |
| N/A                                  | —       | Gólyaláb                    | N/A              | N/A              | N/A              | N/A              | Kiesett      |
| Elekes Ricsi                         | 17      | Freestyle foci              | N/A              |                  | N/A              | N/A              | Kiesett      |
| N/A                                  | N/A     | Kerékpár-gyakorlatok        |                  |                  |                  | N/A              | Kiesett      |
| Harkai Luca                          | 14      | Kutyatrükkök                | N/A              | N/A              | N/A              | N/A              | Kiesett      |
| Varga Lajos                          | 54      | Bűvészet                    |                  |                  |                  |                  | Kiesett      |
| Török Márton                         | 20      | Stand-up comedy             |                  |                  |                  |                  | Kiesett      |
| Lengyel Zsuzsanna                    | 50      | Ének                        |                  |                  |                  |                  | Kiesett      |
| M. Tóth Zsolt                        | 52      | Jégszobrász                 | Igen             | Nem              | Igen             | Igen             | Továbbjutott |
| Cretins                              | —       | Kaszkadőr-mutatványok       |                  |                  |                  |                  | Kiesett      |

### Harmadik válogató (október 24.)
| Versenyző                                   | Életkor | Produkció        | Zsűri szavazatai | Zsűri szavazatai | Zsűri szavazatai | Zsűri szavazatai | Eredmény     |
| Versenyző                                   | Életkor | Produkció        | Linczényi Márkó  | Kovács Patrícia  | Horgas Eszter    | Csuja Imre       | Eredmény     |
| ------------------------------------------- | ------- | ---------------- | ---------------- | ---------------- | ---------------- | ---------------- | ------------ |
| Nagyfejeő Laura                             | 5       | Tánc             | N/A              | N/A              | N/A              | N/A              | Kiesett      |
| Bence Dominik                               | 6       | Tánc             | N/A              | N/A              | N/A              | N/A              | Kiesett      |
| Lakatos Zsanett Mercédesz                   | 6       | Tánc             | N/A              | N/A              | N/A              | N/A              | Kiesett      |
| Radics Béla                                 | 10      | Ének             | N/A              | N/A              | N/A              | N/A              | Kiesett      |
| Puskás Nelli                                | 4       | Tánc             | N/A              | N/A              | N/A              | N/A              | Kiesett      |
| Czuczor-Gidai Zsófia                        | 5       | Versmondás       | Igen             | Igen             | Igen             | Igen             | Továbbjutott |
| Bodysoma                                    | —       | Extrém mutatvány |                  |                  |                  |                  | Kiesett      |
| Balla Andrea, Bencsik Adrián                | —       | Tánc, ének       |                  |                  |                  |                  | Kiesett      |
| Bátfai Judit                                | 70      | Tánc             |                  |                  |                  |                  | Kiesett      |
| Illés Róbert                                | 37      | Kacsa-rap        |                  |                  |                  |                  | Kiesett      |
| Rékasi Eszter                               | 26      | Ének             | Nem              | Nem              |                  | Nem              | Kiesett      |
| Mold János „Magic Johnny”                   | 46      | Tánc             | Nem              | Nem              |                  |                  | Kiesett      |
| Mold János „Magic Johnny”                   | 46      | Bűvészet         |                  |                  |                  |                  | Kiesett      |
| Némethy Ivett „Ivi Angel”, Némethy Viktória | —       | Ének, tánc       |                  |                  |                  |                  | Kiesett      |
| Balogh János                                | 67      | Ének             |                  |                  |                  |                  | Kiesett      |
| Kirschner Ibolya                            | 45      | Ének             |                  |                  |                  |                  | Kiesett      |
| Magyar Zsolt                                | 56      | Erőemelés        |                  | N/A              |                  |                  | Kiesett      |
| Pataki Sándor                               | 58      | Ének             |                  |                  |                  |                  | Kiesett      |
| Badár Tamás                                 | 21      | Bűvészet         | Igen             | Igen             | Igen             | Igen             | Továbbjutott |
| Infusion Trio                               | —       | Zene             | N/A              | N/A              | N/A              |                  | Továbbjutott |

### Negyedik válogató (október 31.)
| Versenyző                    | Életkor | Produkció      | Zsűri szavazatai | Zsűri szavazatai | Zsűri szavazatai | Zsűri szavazatai | Eredmény     |
| Versenyző                    | Életkor | Produkció      | Linczényi Márkó  | Kovács Patrícia  | Horgas Eszter    | Csuja Imre       | Eredmény     |
| ---------------------------- | ------- | -------------- | ---------------- | ---------------- | ---------------- | ---------------- | ------------ |
| Fricska                      | —       | Tánc           | Igen             | Igen             | Igen             | Igen             | Továbbjutott |
| Welldance                    | —       | Tánc           | N/A              | N/A              | N/A              | N/A              | Továbbjutott |
| Bartendaz Hungary            | —       | Erőgyakorlatok | N/A              | N/A              | N/A              | N/A              | Továbbjutott |
| Nagy Jonathan                | 20      | Bűvészet       | N/A              | N/A              | N/A              | N/A              | Továbbjutott |
| Cats Dance Team              | —       | Tánc           | N/A              | N/A              | N/A              | N/A              | Továbbjutott |
| Estilo Libre                 | —       | Tánc           | N/A              | N/A              | N/A              | N/A              | Továbbjutott |
| Selybi Dávid                 | 24      | Bűvészet       | N/A              | N/A              | N/A              | N/A              | Továbbjutott |
| Csoki és Hipo                | —       | Ének           |                  |                  |                  |                  | Kiesett      |
| Mersits László és Bódi Gergő | —       | Hasbeszélés    |                  |                  |                  |                  | Kiesett      |
| Fábry Pál                    | 65      | Előadóművészet | N/A              |                  | N/A              | N/A              | Kiesett      |
| Körömi István                | 42      | Előadóművészet |                  |                  |                  |                  | Kiesett      |
| Jóga Hahota Klub             | —       | Nevettetés     |                  |                  |                  |                  | Kiesett      |
| Univerzum Lányai             | —       | Tánc           |                  |                  |                  |                  | Kiesett      |
| Inid Drag Dancer             | 42      | Tánc           | N/A              | N/A              | N/A              | N/A              | Kiesett      |
| Stefánkovits Stefánia        | 56      | Jógatánc       |                  |                  |                  |                  | Kiesett      |
| Füry Ferenc                  | 63      | Ének           |                  |                  |                  |                  | Továbbjutott |
| Kongattack                   | —       | Zene           | Igen             | Igen             | Igen             | Igen             | Továbbjutott |
| Szacskó Dániel               | 19      | Tánc           |                  |                  |                  |                  | Kiesett      |
| Yilssom Heels                | —       | Tánc           | Igen             | Nem              | Nem              | Igen             | Kiesett      |
| Twerk Team Hungary           | —       | Twerkelés      | N/A              | N/A              | N/A              | N/A              | Kiesett      |
| Twerkout                     | —       | Twerkelés      | N/A              |                  |                  | N/A              | Kiesett      |
| Lólé Alicia Beatrix          | 17      | Hastánc        | N/A              | N/A              | N/A              | N/A              | Kiesett      |
| Molnár Nikolett              | 31      | Rúdtánc        | Nem              | Igen             | Igen             | Igen             | Továbbjutott |
| Kata Valami                  | —       | Ének           |                  |                  |                  |                  | Kiesett      |
| Quartzbox                    | —       | Homokrajz      | Igen             | Igen             | Igen             | Igen             | Továbbjutott |

### Ötödik válogató (november 7.)
| Versenyző                           | Életkor | Produkció                 | Zsűri szavazatai | Zsűri szavazatai | Zsűri szavazatai | Zsűri szavazatai | Eredmény     |
| Versenyző                           | Életkor | Produkció                 | Linczényi Márkó  | Kovács Patrícia  | Horgas Eszter    | Csuja Imre       | Eredmény     |
| ----------------------------------- | ------- | ------------------------- | ---------------- | ---------------- | ---------------- | ---------------- | ------------ |
| Tiszavári József és Potyesz Terézia | —       | Bűvészet                  |                  |                  |                  |                  | Kiesett      |
| Darabos János                       | 18      | Bűvészet                  | N/A              | N/A              | N/A              | N/A              | Kiesett      |
| Varga Kristóf                       | 20      | Bűvészet                  | N/A              | N/A              | N/A              | N/A              | Kiesett      |
| Máté Levente                        | 24      | Bűvészet                  | N/A              | N/A              | N/A              | N/A              | Kiesett      |
| Szűcs Ádám                          | 23      | Bűvészet                  | N/A              | N/A              | N/A              | N/A              | Kiesett      |
| Szepesi Marcell                     | 15      | Bűvészet                  | N/A              | N/A              | N/A              | N/A              | Kiesett      |
| Szabó István                        | 40      | Bűvészet                  | N/A              | N/A              | N/A              | N/A              | Kiesett      |
| Tóth Kim Móric                      | 27      | Bűvészet                  | N/A              | N/A              | N/A              | N/A              | Kiesett      |
| Potyesz Terézia                     | 52      | Bohócelőadás              | Igen             |                  |                  | Igen             | Kiesett      |
| Szolga Károly Edgár                 | 6       | Ének                      | N/A              | N/A              | N/A              | N/A              | Kiesett      |
| Botafogo Te                         | —       | Tánc                      | N/A              | N/A              | N/A              | N/A              | Továbbjutott |
| Bredoka Roland                      | 19      | Tánc                      | N/A              | N/A              | N/A              | N/A              | Továbbjutott |
| New Dance World                     | —       | Tánc                      | N/A              | N/A              | N/A              | N/A              | Továbbjutott |
| Aven Amentza Romale                 | —       | Tánc                      | N/A              | N/A              | N/A              | N/A              | Továbbjutott |
| I Am Dirty Dance Crew               | —       | Tánc                      | N/A              | N/A              | N/A              | N/A              | Továbbjutott |
| Bogláry Bence                       | 22      | Tánc                      | N/A              | N/A              | N/A              | N/A              | Továbbjutott |
| Maffia Swing                        | —       | Tánc                      | N/A              | N/A              | N/A              | N/A              | Továbbjutott |
| Dániel Krisztián                    | 22      | Tánc                      | N/A              | N/A              | N/A              | N/A              | Továbbjutott |
| N/A                                 | —       | Tánc                      | N/A              | N/A              | N/A              | N/A              | Továbbjutott |
| Fekete Adrienn és Melinda           | —       | Stand-up comedy           | Igen             | Igen             | Igen             | Igen             | Továbbjutott |
| László Zoltán                       | 34      | Freestyle pingpong        |                  |                  |                  |                  | Kiesett      |
| Pataki Ferenc                       | 95      | Fejszámolás               | Igen             | Igen             | Igen             | Igen             | Továbbjutott |
| Klyúb                               | —       | Rubikkocka-kirakás        | Igen             | Igen             | Igen             | Igen             | Továbbjutott |
| Darázsi Zsolt                       | 33      | BKV-menetrendek elmondása | N/A              | Nem              | N/A              | N/A              | Kiesett      |
| Veres József és Csajkos Bence       | —       | Zene                      | Igen             | Nem              | Nem              | Igen             | Kiesett      |
| Nagyfügedi Gergely                  | 32      | Csúzlizás                 | Igen             | Igen             | Igen             | Igen             | Továbbjutott |
| Nylon Group                         | —       | Tánc                      | Igen             | Igen             | Igen             | Igen             | Továbbjutott |
| Brunczlik Péter                     | 24      | Ének                      | Igen             | Nem              | Nem              | Igen             | Kiesett      |
| Liko and Dave                       | —       | Tánc                      | Igen             | Igen             | Igen             | Igen             | Továbbjutott |

## Élő műsorok
Győztes
  2. helyezett
  3. helyezett
  Döntős
  Arany gomb
| Versenyző                 | Életkor | Produkció              | Elődöntő | Eredmény |
| ------------------------- | ------- | ---------------------- | -------- | -------- |
| Acro Maniacs              | —       | Akrobatika             | 3.       |          |
| All In                    | —       | Tánc                   | 2.       |          |
| Badár Tamás               | 21      | Bűvészet               | 1.       | Döntős   |
| Bandart                   | —       |                        | 3.       |          |
| Bangó Adrienne            |         | Ének, hegedű           | 3.       |          |
| Buda Julianna             |         |                        | 3.       |          |
| Czuczor-Gidai Zsófia      | 5       | Versmondás             | 1.       | Döntős   |
| Dirty Led Light Crew      | —       | Tánc                   | 1.       | Döntős   |
| Fekete Adrienn és Melinda | —       | Stand-up comedy        | 3.       |          |
| Fricska                   | —       | Tánc                   | 3.       |          |
| Füry Ferenc               | 63      | Ének                   | 2.       |          |
| Hot Men Dance             | —       | Tánc                   | 1.       | Kiesett  |
| Infusion Trio             | —       | Zene                   | 1.       | Kiesett  |
| Liko and Dave             | —       | Tánc                   | 2.       |          |
| M. Tóth Zsolt             | 52      | Jégszobrászat          | 2.       |          |
| Méhes Csaba               |         |                        | 2.       |          |
| Milák Mózes               |         | Ének                   | 3.       |          |
| Molnár Nikolett           | 31      | Rúdtánc                | 3.       |          |
| Nagy Lora Szonja          |         |                        | 2.       |          |
| New Dance World           | —       | Tánc                   | 1.       | Kiesett  |
| Niabe Doriane             |         | Ének                   | 1.       | Kiesett  |
| Nylon Group               | —       | Tánc                   | 2.       |          |
| Orbán Gábor               |         | Kerékpár-gyakorlatok   | 1.       | Kiesett  |
| Peet Project              | —       |                        | 3.       |          |
| Quartzbox                 | —       | Homokrajz              | 2.       |          |
| R3D Zone                  | —       |                        | 3.       |          |
| Szupergirls               | —       | Tánc                   | 2.       |          |
| Talamba                   | —       | Zene                   | 2.       |          |
| Tűzmadarak                | —       | Tűzzsonglőrködés       | 1.       | Kiesett  |
| Wallkings                 | —       | Gumiasztal-gyakorlatok | 1.       | Kiesett  |

### Elődöntők
A nézői szavazatok által döntőbe jutott versenyző
  A zsűri szavazatai által döntőbe jutott versenyző
  A legjobb négybe jutott, a zsűri szavazatai által kiesett versenyző
 A zsűritag szavazata
 A zsűritag megnyomta a piros gombot

#### Első elődöntő (november 28.)
- Sztárvendég: Oláh Gergő (Beleállok)

| Versenyző            | Sorrend | Produkció              | Zsűri szavazatai | Zsűri szavazatai | Zsűri szavazatai | Zsűri szavazatai | Eredmény     |
| Versenyző            | Sorrend | Produkció              | Linczényi Márkó  | Kovács Patrícia  | Horgas Eszter    | Csuja Imre       | Eredmény     |
| -------------------- | ------- | ---------------------- | ---------------- | ---------------- | ---------------- | ---------------- | ------------ |
| New Dance World      | 1.      | Tánc                   |                  |                  |                  |                  | Kiesett      |
| Infusion Trio        | 2.      | Zene                   |                  |                  |                  |                  | Kiesett      |
| Czuczor-Gidai Zsófia | 3.      | Versmondás             |                  |                  |                  |                  | Továbbjutott |
| Wallkings            | 4.      | Gumiasztal-gyakorlatok |                  |                  |                  |                  | Kiesett      |
| Hot Men Dance        | 5.      | Tánc                   |                  |                  |                  |                  | Kiesett      |
| Dirty Led Light Crew | 6.      | Tánc, látványszínház   |                  |                  |                  |                  | Továbbjutott |
| Badár Tamás          | 7.      | Bűvészet               |                  |                  |                  |                  | Továbbjutott |
| Orbán Gábor          | 8.      | Kerékpár-gyakorlatok   |                  |                  |                  |                  | Kiesett      |
| Niabe Doriane        | 9.      | Ének                   |                  |                  |                  |                  | Kiesett      |
| Tűzmadarak           | 10.     | Tűzzsonglőrködés       |                  |                  |                  |                  | Kiesett      |

#### Második elődöntő
| Versenyző        | Sorrend | Produkció                 | Zsűri szavazatai | Zsűri szavazatai | Zsűri szavazatai | Zsűri szavazatai | Eredmény     |
| Versenyző        | Sorrend | Produkció                 | Linczényi Márkó  | Kovács Patrícia  | Horgas Eszter    | Csuja Imre       | Eredmény     |
| ---------------- | ------- | ------------------------- | ---------------- | ---------------- | ---------------- | ---------------- | ------------ |
| M. Tóth Zsolt    | 1.      | Jégszobrászat             |                  |                  |                  |                  | Kiesett      |
| Méhes Csaba      | 2.      | Pantomim előadás          |                  |                  |                  |                  | Kiesett      |
| Talamba          | 3.      | Zene                      |                  |                  |                  |                  | Továbbjutott |
| Szupergirls      | 4.      | Tánc                      |                  |                  |                  |                  | Továbbjutott |
| Nylon Group      | 5.      | Tánc, látványszínház      |                  |                  |                  |                  | Kiesett      |
| Nagy Lora Szonja | 6.      | Ritmikus sportgimnasztika |                  |                  |                  |                  | Kiesett      |
| Quartzbox        | 7.      | Homokrajz                 |                  |                  |                  |                  | Kiesett      |
| Liko and Dave    | 8.      | Tánc                      |                  |                  |                  |                  | Kiesett      |
| Füry Ferenc      | 9.      | Ének                      |                  |                  |                  |                  | Kiesett      |
| All In           | 10.     | Tánc                      |                  |                  |                  |                  | Továbbjutott |

#### Harmadik elődöntő
| Versenyző                 | Sorrend | Produkció            | Zsűri szavazatai | Zsűri szavazatai | Zsűri szavazatai | Zsűri szavazatai | Eredmény     |
| Versenyző                 | Sorrend | Produkció            | Linczényi Márkó  | Kovács Patrícia  | Horgas Eszter    | Csuja Imre       | Eredmény     |
| ------------------------- | ------- | -------------------- | ---------------- | ---------------- | ---------------- | ---------------- | ------------ |
| Acro Maniacs              | 10.     | Akrobatika           |                  |                  |                  |                  | Továbbjutott |
| Bandart                   |         | Élő animáció és tánc |                  |                  |                  |                  | Kiesett      |
| Bangó Adrienne            |         | Ének, hegedű         |                  |                  |                  |                  | Kiesett      |
| Buda Julianna             |         | Bartending-produkció |                  |                  |                  |                  | Kiesett      |
| Fekete Adrienn és Melinda |         | Stand-up comedy      |                  |                  |                  |                  | Kiesett      |
| Fricska                   |         | Tánc                 |                  |                  |                  |                  | Továbbjutott |
| Milák Mózes               |         | Ének                 |                  |                  |                  |                  | Kiesett      |
| Molnár Nikolett           |         | Rúdtánc              |                  |                  |                  |                  | Továbbjutott |
| Peet Project              |         | Zene                 |                  |                  |                  |                  | Kiesett      |
| R3D Zone                  | 1.      | Tánc                 |                  |                  |                  |                  | Kiesett      |

### Döntő
- Sztárvendég: Paul Potts

| Versenyző            | Sorrend | Produkció            | Eredmény |
| -------------------- | ------- | -------------------- | -------- |
| Acro Maniacs         | 1.      | Akrobatika           |          |
| All In               | 2.      | Tánc                 |          |
| Czuczor-Gidai Zsófia | 3.      | Versmondás           |          |
| Molnár Nikolett      | 4.      | Rúdtánc              | 14%      |
| Badár Tamás          | 5.      | Bűvészet             | 14,7%    |
| Talamba              | 6.      | Zene                 |          |
| Szupergirls          | 7.      | Tánc                 |          |
| Fricska              | 8.      | Tánc                 |          |
| Dirty Led Light Crew | 9.      | Tánc, látványszínház | 27,3%    |

## Nézettség
|                   | Dátum              | Teljes lakosság (4+) | Teljes lakosság (4+) | Célközönség (18–49) | Célközönség (18–49) |        |
| AMR               | Dátum              | SHR                  | AMR                  | SHR                 |                     |        |
| ----------------- | ------------------ | -------------------- | -------------------- | ------------------- | ------------------- | ------ |
| Első válogató     | 2015. október 10.  | 1,380 millió         | 30,7%                | 494 ezer            | 30,4%               | [ 2 ]  |
| Második válogató  | 2015. október 17.  | 1,538 millió         | 32,5%                | 559 ezer            | 31,7%               | [ 3 ]  |
| Harmadik válogató | 2015. október 24.  | 1,662 millió         | 35,7%                | 634 ezer            | 35,5%               | [ 4 ]  |
| Negyedik válogató | 2015. október 31.  | 1,627 millió         | 35,4%                | 612 ezer            | 35%                 | [ 5 ]  |
| Ötödik válogató   | 2015. november 7.  | 1,631 millió         | 36,3%                | 623 ezer            | 36%                 | [ 6 ]  |
| Hatodik válogató  | 2015. november 14. | 1,615 millió         | 35,7%                | 598 ezer            | 35,2%               | [ 7 ]  |
| Hetedik válogató  | 2015. november 21. | 1,631 millió         | 35,1%                | 597 ezer            | 34,1%               | [ 8 ]  |
| Első elődöntő     | 2015. november 28. | 1,360 millió         | 32,8%                | 449 ezer            | 27,8%               | [ 9 ]  |
| Második elődöntő  | 2015. december 5.  | 1,266 millió         | 31,1%                | 424 ezer            | 27,5%               | [ 10 ] |
| Harmadik elődöntő | 2015. december 12. | 1,149 millió         | 28,3%                | 393 ezer            | 25,2%               | [ 11 ] |
| Döntő             | 2015. december 19. | 1,308 millió         | 31,7%                | 410 ezer            | 25,6%               | [ 12 ] |

## Külső hivatkozások
- A műsor hivatalos oldala Archiválva 2016. február 1-i dátummal a Wayback Machine-ben